# エンカルナシオン
エンカルナシオン（Encarnación）は、パラグアイ南東部、イタプア県の県都。アルゼンチンとの国境をなすパラナ川沿いにある。人口9万8123人（2002年）。
ローマ時代、自らがジュピター（ユピテル）の誕生であることをインカルナツィオと言った（カリグラ帝）。

## 歴史
1632年、町はイエズス会によって建設された。1845年の鉄道開通後、町の重要性が高まった。現在、町は新しいビジネス街と川までの旧市街の2つの地区に分かれている。